# Maud Leonora Menten
Maud Leonora Menten, född 20 mars 1879 i Port Lambton i Ontario, död 26 juli 1960 i Leamington i Ontario, var en kanadensisk kemist.
Menten arbetade främst med enzymkinetik. Hon gjorde också upptäckter som bidrog till vetenskapen om histokemi. 
Menten tillbringade sin ungdom i Harrison Mills, British Columbia,  År 1900 lämnade Menten Harrison Mills för University of Toronto. Efter magisterexamen 1907 var hon stipendiat vid Rockefeller Institute for Medical Research i New York och undersökte användningen av radiumbromid vid behandling av maligna tumörer hos råttor. Menten återvände till Toronto för att studera medicin. År 1911 blev hon en av de första kanadensiska kvinnorna som fick en medicinsk examen.
Året därpå utforskade Menten enzymkinetik med biokemisten Leonor Michaelis  i Berlin, och de två utvecklade Michaelis-Menten-hypotesen som förklarar reversibla reaktioner mellan enzymer och deras substrat. 
Från 1915 till 1916 forskade Menten runt cancer i George W. Criles laboratorium vid Western Reserve University i Cleveland. Under samma period var hon inskriven vid University of Chicago, där hon tog doktorsexamen. inom biokemi 1916. Hon blev senare professor i patologi vid University of Pittsburgh. Förutom arbetet md Michaelis, undersökte Menten proteinernas rörlighet i närvaro av elektriska fält. Menten bidrog också till upptäckten av en färgreaktion som kunde användas för att identifiera enzymet alkaliskt fosfatas i njurarna. Detta framsteg hyllades som ett viktigt steg i utvecklingen av histokemi. Menten använde också histokemiska metoder för att studera glykogen och nukleinsyror. Menten publicerade mer än 70 artiklar under sin karriär, och även efter sin pensionering från Pittsburgh fortsatte hon sina intressen för cancerforskning vid British Columbia Medical Research Institute. År 1954 avslutade hon sitt forskningsarbete. År 1998 valdes Menten in i Canadian Medical Hall of Fame.